# Младен Шварц
Младен Шварц (Загреб, 17. април 1947 — Загреб, 14. септембар 2017) био је хрватски политичар, филозоф, и публициста. Био је изјашњени фашиста, усташа и антисемит.

## Биографија
Рођен је у Загребу 17. априла 1947. у јеврејској породици. Одрастао је у Београду, где се школовао и дипломирао филозофију на Филозофском факултету. Одлази у Немачку 1973. и прикључује се хрватској политичкој емиграцији. Током осамдесетих година био је високи званичник Хрватског државотворног покрета Николе Штедула. По повратку у земљу 1990. године укључује се у Хрватску странку права.
Од 1994. до 2003. године водио је организацију Нова хрватска десница и заједно са својом женом Аном Лучић уређивао лист те организације Ултиматум!. По гашењу овог покрета, бавио се публицистичким радом. Од 2010. до 2013. водио је интернетски блог Schwartze Garde.
Био је кандидат на парламентарним изборима 2011. на независној листи Хрвоја Мирковића у I изборној јединици.
Био је кандидат на изборима за Европски парламент у Хрватској 2013. на листи Аутохтоне хрватске странке права.

## Дела
- Menschenrechte und Religionsfreiheit in Jugoslawien, Albertus Magnus-Kolleg/Haus, Кенигштајн, 1986.
- Das kroatische Trauma - Kulturpsychologisches über ein Volk am Rande der Vernichtung, Verlag Bublies, Кобленц, 1991.
- Протоколи, Жидови и Адолф Хитлер, Загреб, 1997.
- Хрватска након Туђмана - студија о националном усуду, Загреб, 2000.
- Што је то - Десница?: о једној мрцвареној категорији, Загреб, 2001.
- Лаж, злочин и смрт демокрације - 101 разлог против пуковлађа, Загреб, 2003.
- Нови протоколи сионских мудраца, или како уништити свијет, Загреб, 2004.
- Чланци и приповијести, Ријека, 2004.
- Шварц о Старчевићу - Непознато и необично о Старому, Загреб, 2007.
- Блајбург и Хаг - како пропадају хрватске државе, Загреб, 2009.
- Бруно Бушић - јунак, пророк, мученик, Загреб, 2011.